# Predrag Nikolić
Predrag Nikolić (nacido el 11 de septiembre de 1960 en Bosanski Šamac, Bosnia y Herzegovina, Yugoslavia) es un Gran Maestro de ajedrez bosnio. 

## Biografía
En la lista de enero de 2008 de la FIDE, Nikolic ocupaba la posición 50 de la lista mundial con 2665 puntos de ELO.
Compitió por primera vez en el Campeonato de Yugoslavia en 1979, compartiendo la segunda plaza. Al año siguiente y de nuevo en 1984, fue un paso más allá y se convirtió en campeón nacional de Yugoslavia. Se le concedieron los títulos de Maestro Internacional y de Gran Maestro en 1980 y 1983 respectivamente. El título de GM lo consiguió gracias a sus actuaciones en 1982 en Sarajevo (tercero) y Sochi (segundo después de Mikhail Tal).
Fue vencedor en Sarajevo en 1983, en Novi Sad en 1984 y en Reikiavik dos años después. En 1986 también compartió la segunda plaza por detrás de Nigel Short en Wijk aan Zee. Volvió a la senda de la victoria en Sarajevo en 1987 y en el Torneo interzonal de Zagreb, no se clasificó por poco para el Torneo de candidatos (compartiendo la cuarta plaza por detrás de Víktor Korchnói, Jaan Ehlvest y Yasser Seirawan).
En 1989, Ganó el Torneo Corus de ajedrez en Wijk aan Zee (junto con Viswanathan Anand, Zoltan Ribli y Gyula Sax) y ocupó la primera plaza en Portorož/Liubliana (el torneo memorial Milan Vidmar). Después siguió el interzonal de Manila en 1990, donde una vez más compartió la cuarta plaza, pero esta vez se clasificó para el torneo de candidatos de 1991. En los dieciseisavos de final se encontró con Borís Gélfand, que terminó siendo una rápida eliminatoria, habiendo empatado el match 4-4. Después, viajó a São Paulo para un match contra Henrique Mecking y aseguró una victoria por 3.5-2.5. Una victoria en el torneo de Bled completó un gran año.
Mientras jugaba el torneo de Buenos Aires de 1992 (donde finalizó segundo), la guerra civil irrumpió en su país natal y durante cierto tiempo se mudó a Holanda, junto con el bosnio Ivan Sokolov. Vendrían más victorias en torneos, primero en Wijk aan Zee en 1994 y el Campeonato de Holanda de ajedrez de 1997 (empatado con Jan Timman pero ganando el desempate) y de 1999. En 2004, compartió un gran éxito al empatar con Vasili Ivanchuk por la primera posición del Campeonato de Europa Individual de ajedrez, jugado en Antalya, aunque perdió el desempate por el título.
Entre 1980 y 2002, fue, con la excepción de 1982, miembro de los equipos olímpicos de Yugoslav y después de Bosnia, ganando una medalla de cada color - plata y bronce por equipos y oro individual. También participó regularmente en el Campeonato de Europa por equipos de ajedrez y en 1983, ganó la medalla de plata por equipos y la medalla de oro individual.
Ha jugado durante muchos años en la Bundesliga para el club SG Aljechin Solingen. A principios de la temporada 2006-07, era el jugador con mejor clasificación del equipo y fue segundo tablero por detrás de Artur Yusúpov.
Predrag Nikolic actualmente ha vuelto a casa a Bosnia-Herzegovina.